# Amt Tessin
Het Amt Tessin is een samenwerkingsverband van 9 gemeenten en ligt in het Landkreis Rostock in de Duitse deelstaat Mecklenburg-Voor-Pommeren. Het Amt telt 6.828 inwoners. Het bestuurscentrum bevindt zich in de stad Tessin.

## Gemeenten
Het Amt bestaat uit de volgende gemeenten:
- Cammin (846) (757) met Eickhof, Prangendorf, Weitendorf en Wohrenstorf
- Gnewitz (220) met Barkvieren
- Grammow (153) met Alt Stassow, Neuhof, Neu Stassow en Recknitzberg
- Nustrow (158)
- Selpin (488) met Drüsewitz, Reddershof, Vogelsang, Wesselstorf en Woltow
- Stubbendorf (172) met Ehmkendorf
- Tessin, stad * (3.997) met Helmstorf, Klein Tessin, Neu Gramstorf en Vilz
- Thelkow (460) met Kowalz, Liepen, Sophienhof en Starkow
- Zarnewanz (423) met Stormstorf